# Abelyn Broughton
Abelyn Broughton (ur. 3 maja 1983) – amerykańska wioślarka.

## Osiągnięcia
- Mistrzostwa Świata – Eton 2006 – czwórka podwójna wagi lekkiej – 5. miejsce[1].
- Puchar Świata 2009:
  - I etap: Banyoles – dwójka podwójna wagi lekkiej – 9. miejsce[1].
- Mistrzostwa Świata – Poznań 2009 – czwórka podwójna wagi lekkiej – 3. miejsce[1].